# Diecezja Santa Clara
Diecezja Santa Clara (łac. Dioecesis Sanctae Clarae) – rzymskokatolicka diecezja na Kubie należąca do metropolii Camagüey. Została erygowana 1 kwietnia 1995 roku bullą papieża Jana Pawła II.

## Ordynariusze
- Fernando Ramon Prego Casal (1995–1999)
- Marcelo Arturo González Amador (1999–)